# Nica Noelle
Nica Noelle är artistnamnet för en amerikansk porrskådespelare. Noelle är också kolumnist i tidningen Hustler. Hon är medgrundare till sexfilmföretagen Sweetheart Video och Sweet Sinner.